# Montcorbison
El Montcorbison es un pico de los Pirineos con una altitud 2172 metros, situado en la comarca del Valle de Arán (provincia de Lérida).

## Descripción

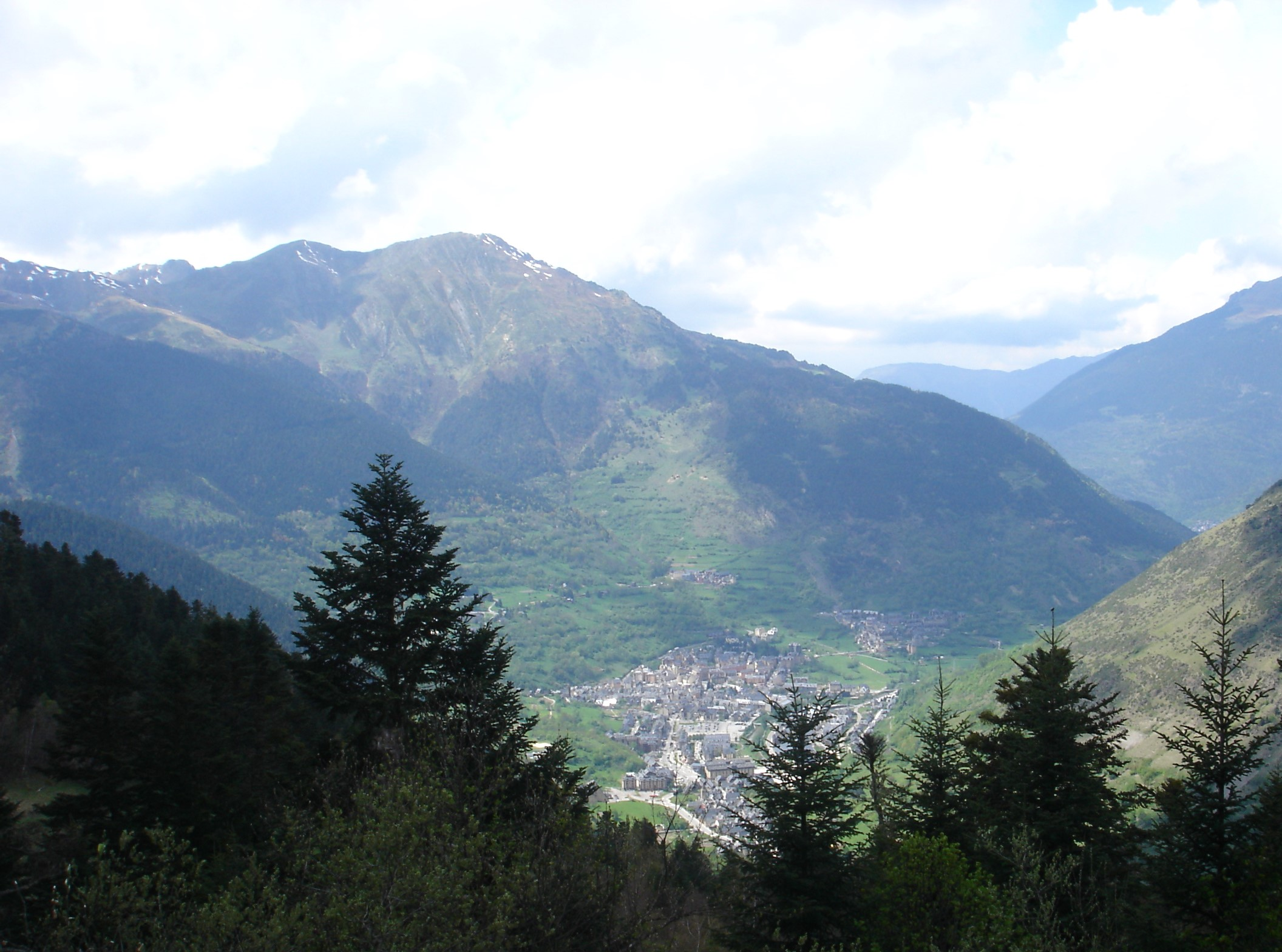
Vista del pico de Montcorbison y pico de Letassi con las poblaciones de Viella, Casau y Gausach a sus pies

El pico de Montcorbison está situado en el centro del Valle de Arán, tiene a sus pies la capital Viella y es visible desde gran parte del Medio Arán y el Alto Arán.
La aproximación al pico de Montcorbison puede realizarse en vehículo de motor por una pista asfaltada, que comienza en la población de Gausach, atraviesa el bosque de Baricauba y finaliza en la Bassa d'Oles (1600 metros). A partir de ese punto la ascensión ha de continuarse a pie, siguiendo el sendero señalizado por la falda de la montaña, hasta llegar a la cima del pico. 
También es posible realizar todo el trayecto de ascensión al pico a pie, iniciando la ruta en Viella, atravesando posteriormente la población de Gausach y finalmente incorporándose al sendero señalizado en la parte alta de la misma.

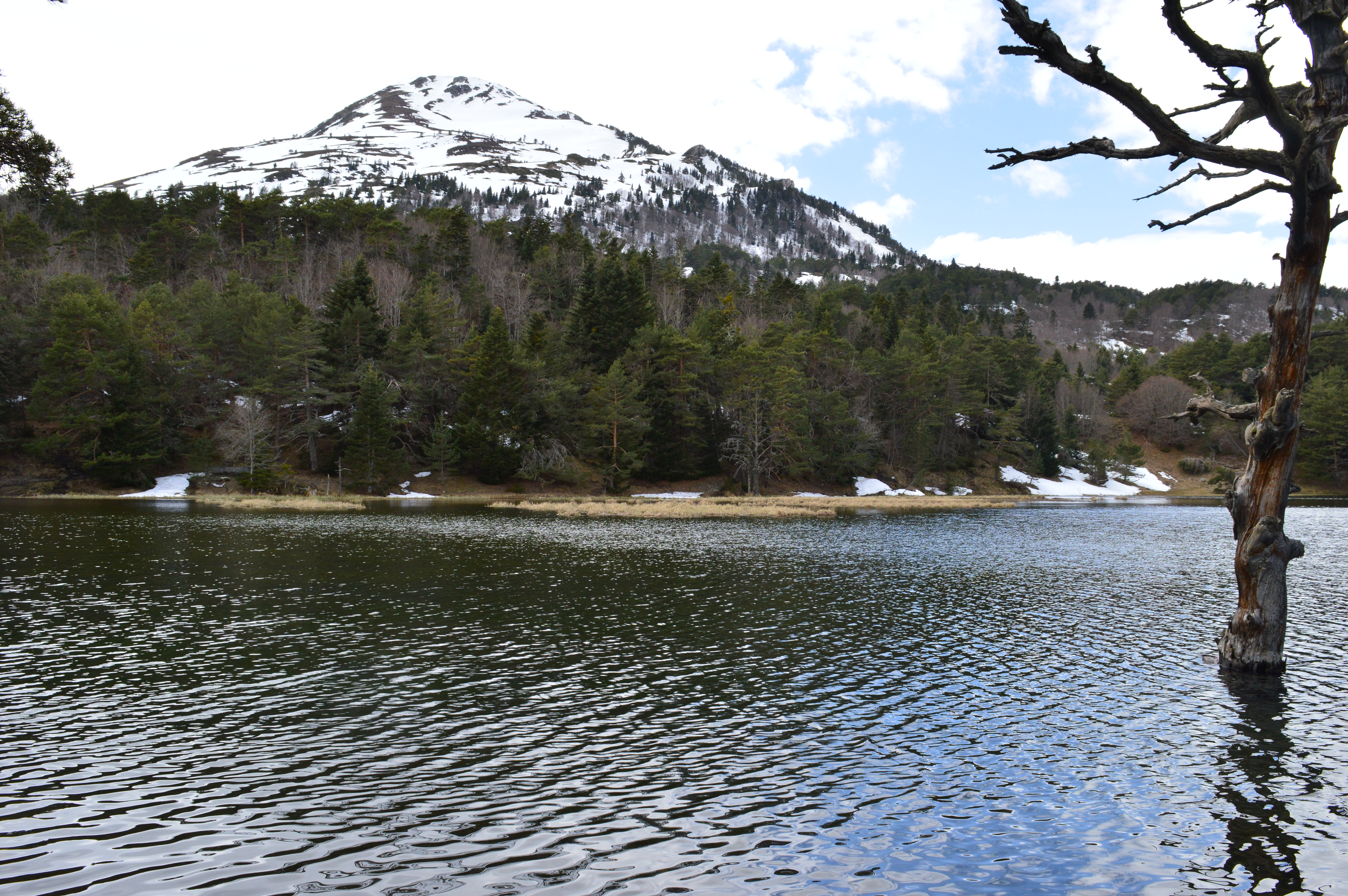
Vista del Pico de Montcorbison desde la Bassa d'Oles

Desde la cima del Montcorbison se puede disfrutar de una excelente panorámica del valle de Arán y de las grandes cimas del Pirineo, como son el Aneto o la Maladeta. Cerca del Montcorbison se encuentra el pico de Letassi de 2177 metros.